# UGM-27北极星导弹

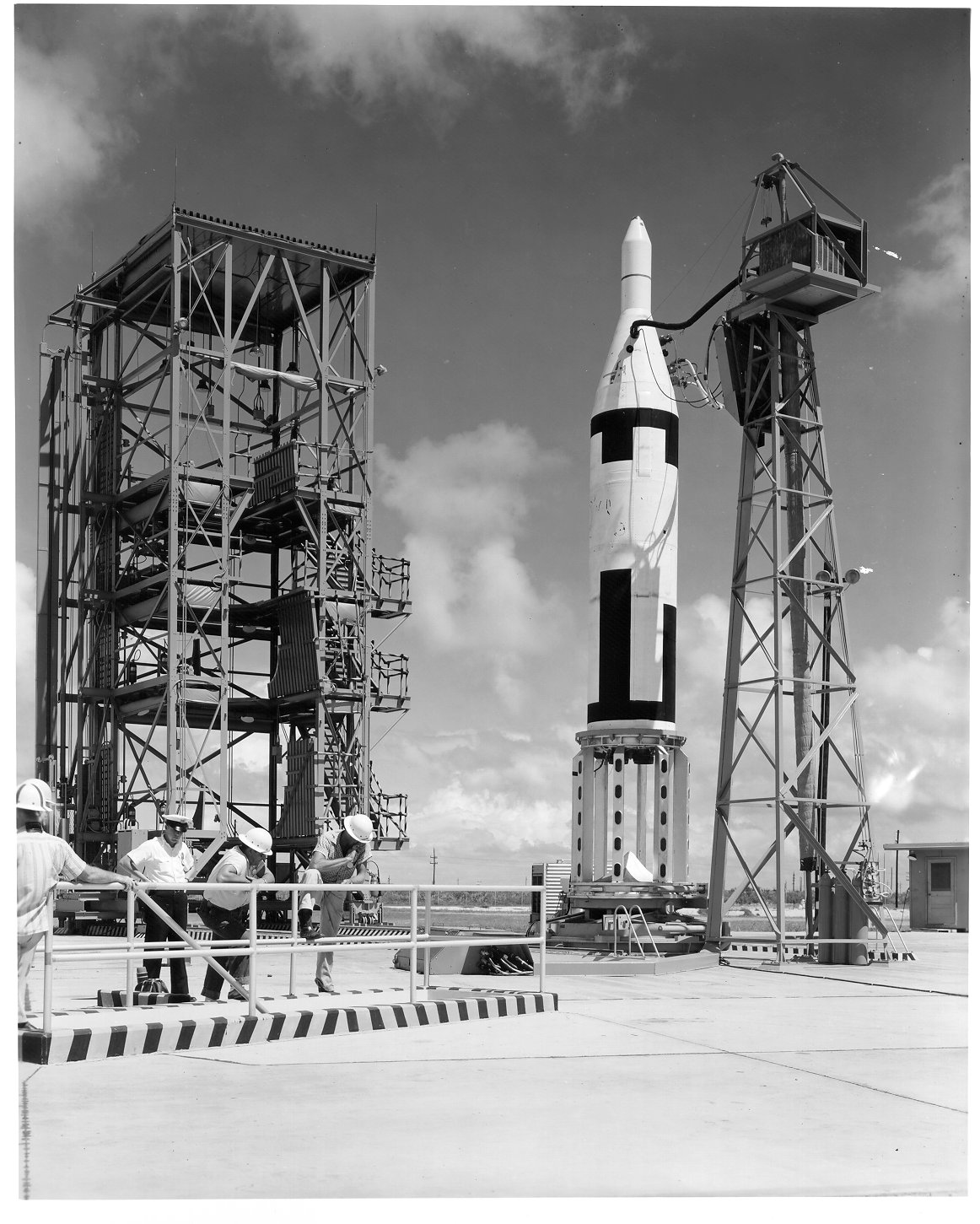
正在進行試驗的UGM-27北極星飛彈

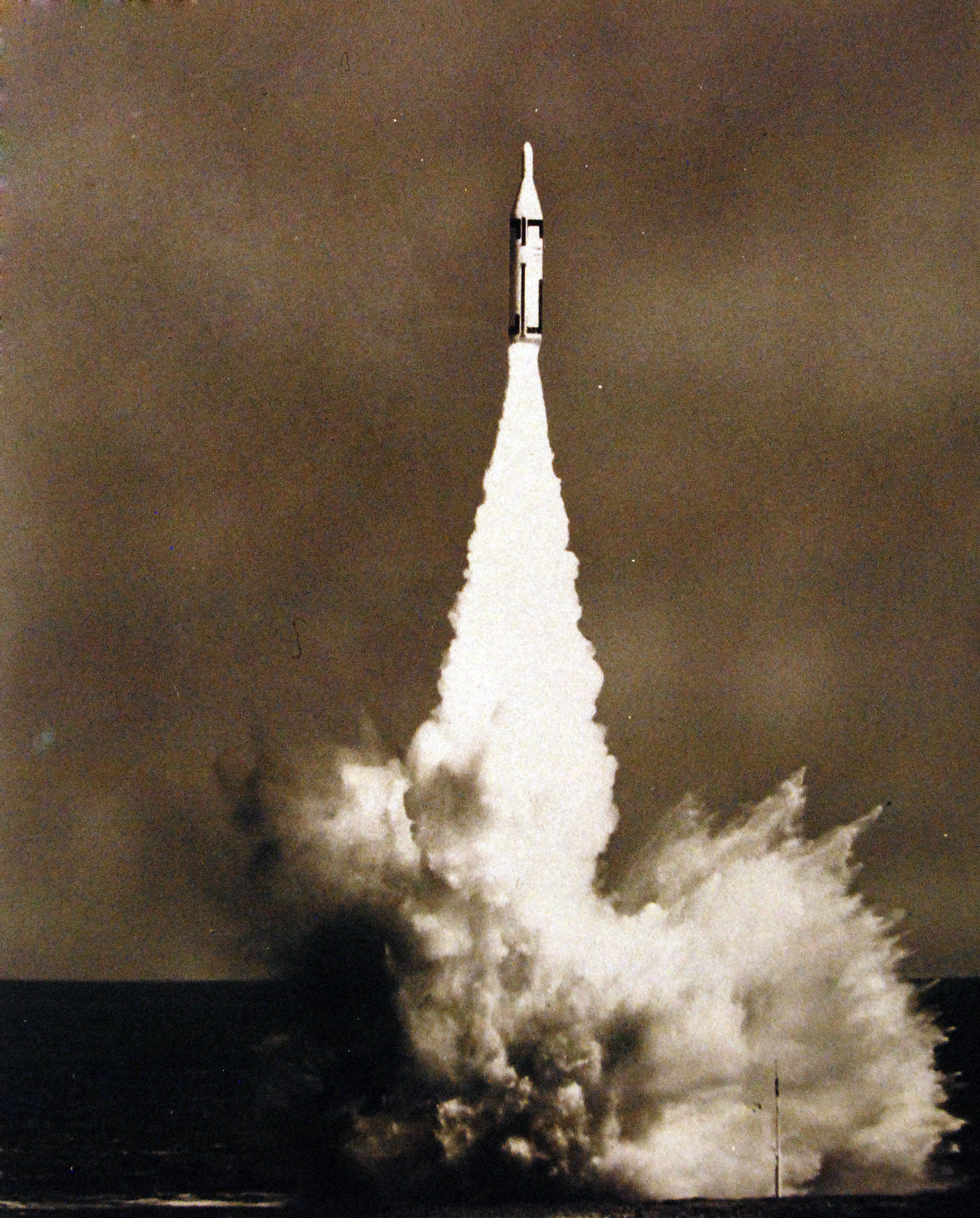
喬治·華盛頓號彈道潛艇從海中發射UGM-27北極星飛彈

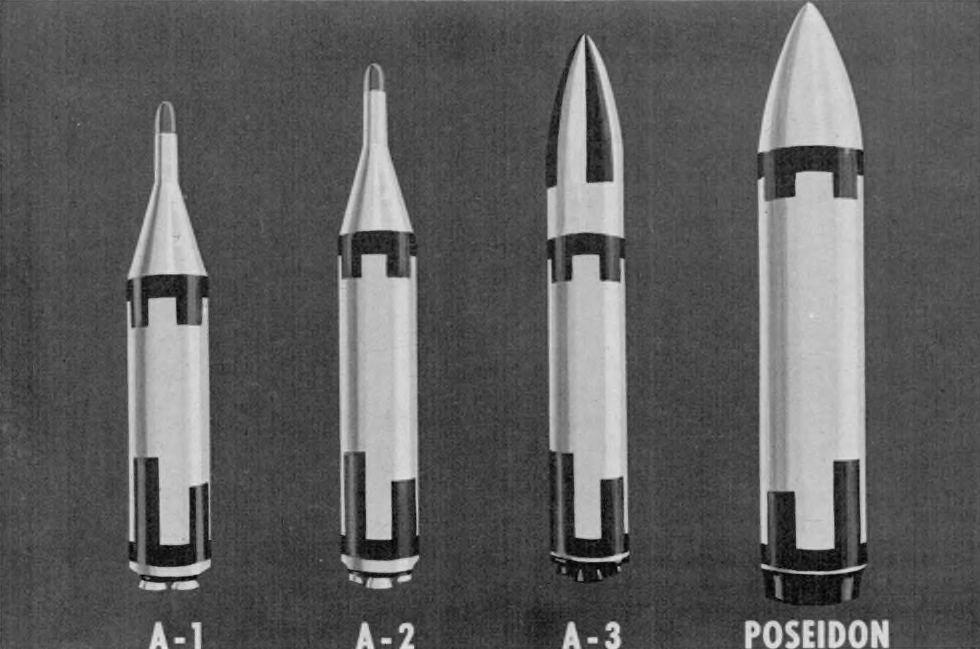
UGM-27北極星飛彈的A-1型、A-2型、A-3型與UGM-73海神彈道飛彈

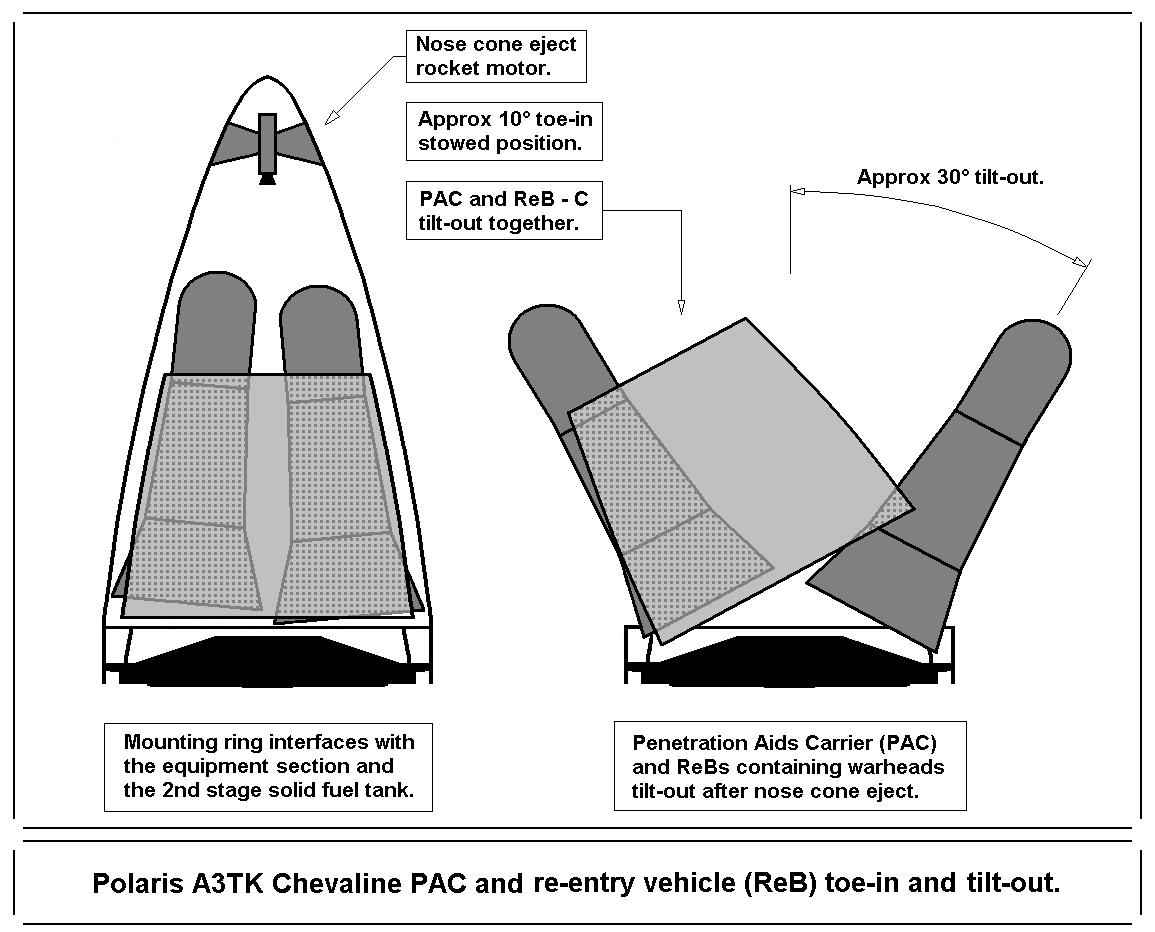
UGM-27北極星飛彈內的雙彈頭構造

UGM-27北極星飛彈（UGM-27 Polaris）是洛克希德公司為美國海軍在冷戰期間設計的一款使用固態燃料的潛射彈道飛彈，發射方式採用兩段式發射，用於替換SSM-N-8天獅星巡弋飛彈並作為美國海軍新一代的艦隊彈道飛彈（Fleet Ballistic Missile, FBM），在UGM-27北極星飛彈的研發過程中採用了新的系統評估程序，包括項目評估與回顧技術的計畫評核術（Program Evaluation and Review Technique,PERT），它取代了過時的甘特圖評估法。
UGM-27北極星飛彈是在1960年1月7日於佛羅里達州卡納維爾角（Cape Canaveral, FL）執行首次試射，英國政府隨後在1963年簽下訂購合約並於1968年到1990年代中期將其裝備在英國皇家海軍的決心級核潛艇上。而除了英美之外，義大利本也有意購買UGM-27北極星飛彈，並於加里波底號輕巡洋艦（Giuseppe Garibaldi）上進行了試射，但僅管試驗成功，美國政府卻出於政治考量未出售UGM-27北極星飛彈，義大利政府與海軍於是自行研發與UGM-27北極星飛彈性能相當的阿爾法彈道飛彈，但後因簽署核不擴散條約而未實際裝備。
UGM-27北極星飛彈的後續型號是1972年開始研發的UGM-73海神彈道飛彈（UGM-73 Poseidon），UGM-73海神飛彈在1980年代開始於十艘新造的美國海軍彈道飛彈潛艇上服役，數年後被更後繼的三叉戟I型飛彈取代，數年後三叉戟I型飛彈也被更後繼的三叉戟II型飛彈取代。

## 相关
K-15海洋导弹